# Muriel Pénicaud

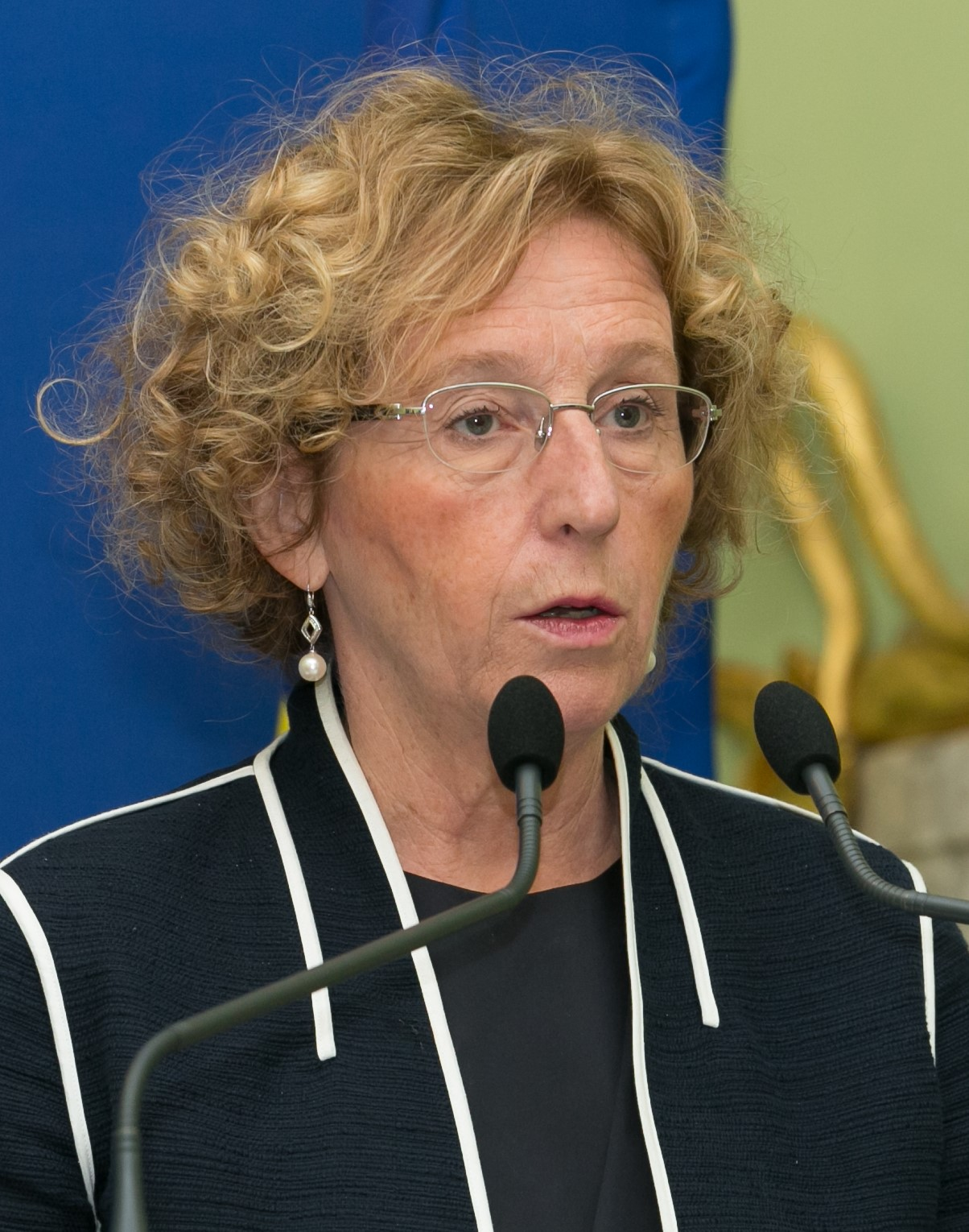
Muriel Pénicaud 2017 in Turin

Muriel Pénicaud (* 31. März 1955 in Versailles) ist eine französische Managerin und Politikerin (LREM). Sie ist seit September 2020 Ständige Vertreterin Frankreichs bei der OECD. Zuvor war sie von Mai 2017 bis Juli 2020 Arbeitsministerin in den Kabinetten Philippe I und II.

## Leben und Karriere
Muriel Pénicaud wurde im März 1955 geboren. Ihren Hochschulabschluss machte sie an der Universität Paris-Nanterre. Einen weiteren Abschluss machte sie an der Wirtschaftshochschule Insead. Sie arbeitete u. a. als Beraterin für berufliche Weiterbildung unter der Arbeitsministerin Martine Aubry (1991–1993), als Vorstandsmitglied mit der Zuständigkeit für Personal bei den Großkonzernen Dassault Systèmes (2002–2008) und Danone (2008–2013). Sie war Mitglied des Verwaltungsrats beim Telekommunikationskonzern Orange (2011–2017) sowie zuletzt für den Flughafenbetreiber Aéroports de Paris (2014–2017).
Im Februar 2013 machte Pénicaud durch das Einlösen von Aktienoptionen einen Gewinn von 1,13 Mio. Euro. Am Tag zuvor hatte sie die Entlassung von 900 Danone-Mitarbeitern bekanntgegeben.
Staatspräsident Emmanuel Macron ernannte die bis dahin parteilose Pénicaud am 17. Mai 2017 zur Arbeitsministerin im Übergangskabinett Philippe I. Sie behielt das Amt auch nach der Parlamentswahl im Kabinett Philippe II. Anschließend trat sie Macrons Partei La République en Marche (LREM) bei. Bei der Regierungsumbildung im Juli 2020 (Kabinett Castex) wurde Pénicaud nicht mehr berücksichtigt und durch Élisabeth Borne abgelöst. Stattdessen wurde Pénicaud im September 2020 zur Ständigen Vertreterin Frankreichs bei der Organisation für wirtschaftliche Zusammenarbeit und Entwicklung (OECD) in Paris ernannt.